# Fred Astaire (just a summer love affair)
Fred Astaire (just a summer love affair) is een liedje geschreven door Clemens (muzikant) en Huub de Lange (studerend musicoloog). Zij beiden waren lid van de band Mo, later bij een voortzetting The Mo genoemd. Het nummer was ten tijde van uitbrengen al acht jaar oud. Het liedje werd net als voorganger Nancy opgenomen op hun debuutalbum Mo.
De gebroeders De Lange componeerden vanuit de piano. Voor de teksten deden de broers voor de Engelse taal beroep op zangeres Heili Helder, zij had in Engeland gewerkt. Het lied binnen het genre Nederpop handelt over een persoon omringd door angst, haat en donkerheid, die verliefd raakt en zich het volgende moment als een rondspringende Fred Astaire voelt.
Mo wilde geen muziekproducent. Ze hadden er nare ervaringen mee, er werd in hun ogen te veel ingegrepen in hun muziek. Ze sloten mede daarom een deal met het kleine platenlabel Backdoor Records. Hoewel dus kleine band en kleine maatschappij kon Mo wel aan de slag in de Wisseloordstudio's, destijds neusje van de zalm. Geluidstechnicus was Ronald Prent. Het album kostte in totaal 10.000 gulden en er zouden in maart 1981 40.000 exemplaren over de toonbank zijn gegaan.
Fred Astaire (2:55) werd samen met Band with bassoon (2:34) op single uitgebracht worden onder de paraplu van WEA Music Benelux. Het reikte in acht weken tot plaats 23 in de Nationale Hitparade. In de Nederlandse Top 40 stond het zeven weken met een piek op 18.

## NPO Radio 2 Top 2000
| Nummer met noteringen in de NPO Radio 2 Top 2000 | '00  | '01  | '02  | '03  | '04  |
| ------------------------------------------------ | ---- | ---- | ---- | ---- | ---- |
| Fred Astaire (just a summer love affair)         | 1491 | 1878 | 1371 | 1696 | 1730 |

1. ↑  Een vetgedrukt getal geeft de hoogste notering aan.
2. ↑  2000 was het eerste jaar met een notering voor dit nummer.
3. ↑  Deze tabel is bijgewerkt tot en met de laatste editie (2024).